# Informație
Informația este o noțiune abstractă legată de transmitere de semnale care micșorează nivelul de incertitudine. Cuvântul informație a fost preluat din latină (informatio) prin intermediul limbii franceze (information) și este polisemantic, putând căpăta mai multe semnificații (uneori total diferite sau chiar contradictorii), ce sunt determinate de domeniile și contextele foarte variate în care este folosit. În afara înțelesurilor din limbajul comun, el are și alte sensuri, atribuite fie prin definirea sa ca termen (științific sau tehnic), fie în cadrul unor ramuri ale filosofiei sau al unor științe și tehnologii ale căror obiect de studiu este informația. Termenul "informație" este legat și de un proces informațional (succesiunea acțiunilor prin care se informează), dar și de rezultatul acestui proces (volum, varietatea de informații obținute) precum și de unele fenomene specifice (fenomenul informațional, explozia informațională, etc.). De asemenea informația a început să fie considerată ca factor ontologic primordial, ce stă la originea universului, împreună cu materia (și energia asociată materiei).

Niciuna din definițiile existente pentru informație nu sunt unanim acceptate, fapt ce produce confuzii, ambiguități, și uneori chiar pierderi economice.

În ultimul timp tot mai mulți cercetători și oameni de știință și-au pus întrebarea dacă este posibil de construit o teorie a informației unică, general valabilă. Pe de altă parte, datorită presiunii exercitate în principal de impasul în care au ajuns cercetările în unele domenii (științe cognitive, biologie, psihologie, robotică, inteligența artificială etc.), se remarcă tot mai multe încercări de a îmbina și de a suprapune diversele semnificații și interpretări într-un singur concept universal acceptat.
Se poate spune că elaborarea a unui concept unic al informației se află cam în același stadiu în care se găsea elaborarea unui concept al energiei la mijlocul sec. XIX (deși acest concept era cunoscut de câteva secole, oamenii de știință au început să înțeleagă cum poate fi convertită o formă de energie în alta și să scrie ecuația acestor conversii abia prin anii 1840).
Aparenta neconcordanță între diferitele accepțiuni ale informației existente astăzi este cauzată de faptul că majoritatea acestora sunt elaborate numai pentru un anumit domeniu de activitate, și pentru a fi definită, informația trebuie raportată întotdeauna la un sistem oarecare, propriu domeniului respectiv, cum ar fi ADN-ul, limba vorbită, computerele ș.a.

## Ce este informația?
Într-o descriere - pe cât de sumară tot pe atât de informală și, deci, de inexactă - se poate spune că informația se constituie intr-o reprezentare a realității, dar și a reflecției și proiecției - care sunt operații tipice intelectului uman - prin intermediul unui set bine precizat și structurat de simboluri - de regulă accesibile simțurilor și rațiunii umane, dar și unor dispozitive, precum cele de calcul automat (calculatoare).
Informatia nu este nici conținut (ci stările unui sistem pot fi asimilate cu acesta), nici agent (ci semnalele transmise printr-un canal pot fi asimilate cu acesta), nici proprietate, nici instrucțiune, nici proces și nici metodă, ci informația se constituie într-o categorie de sine stătătoare, având o existență abstractă și subtilă - adică nematerială - categorie care este reflectată de stări, semnale etc. și constituie un element esențial în procesul cunoașterii.

## Diverse tipuri de informație

### Informație – semnificația în limbajul cotidian
În limbajul popular, cotidian, într-un sens larg, unanim acceptat de marea majoritate a vorbitorilor din orice limbă, prin informație se înțelege: 
- faptele și opiniile percepute sau obținute în cursul vieții de zi cu zi direct de la o altă ființă vie, din mass-media, din baze de date electronice și din toate tipurile de fenomene observabile din mediul înconjurător.
- lămurire asupra unei persoane, obiect sau activitate; totalitatea materialului de informare și de documentare; izvoare, surse;
- cunoștințe comunicate de alții sau obținute prin investigații proprii ori cercetări personale; cunoștințe acumulate din lectură, rapoarte despre evenimente recente sau necunoscute anterior, materiale din ziare, din periodice sau din buletine de știri; cunoștințe dobândite prin studiu sau instruire; cunoștințe deduse din observații directe și experiența proprie.

Aceasta este sensul original al cuvântului care vizează în principal aspectul comunicativ și în același timp, calitativ. 
În ultimul timp, au intrat și în limba română sensuri mai noi ori s-au adăugat la cele vechi precizări noi:
- fiecare dintre elementele noi, necunoscute anterior, ale experienței (fizice sau mentale) sau ale unui concept, în raport cu cunoștințele prealabile, ce sunt cuprinse în semnificația unui simbol sau unui grup de simboluri (text scris, mesaj vorbit, imagini plastice, indicație a unui instrument, date experimentale, partitură muzicală etc.) care produc schimbări într-un concept (cum ar fi un plan sau o teorie).
- acțiunea cuiva de a (se) informa sau de a comunica cunoștințe, noutăți, lămuriri, îndrumări, precizări etc., unei persoane (sau unui grup de persoane) și rezultatul ei (faptul de a ști că mesajul este recepționat și înțeles de către destinatar);
- comunicare, știre, veste, mesaj care pune pe cineva la curent cu o situație nouă sau mai veche,[3] dar de care acesta nu avea știință înainte de a fi informat;

### Informația shannoniană
Claude Shannon, în lucrarea sa publicată în 1948 „A Mathematical Theory of Communications”, a dat un sens nou termenului "informație": 
Dacă un mesaj e are probabilitatea de apariție pe, informația asociată mesajului e, notată cu I, se calculează cu formula: 
Dacă pentru baza logaritmului „α” se alege cifra „2”, atunci informația se măsoară în cifre binare sau mai scurt, biți.
Shannon a evidențiat latura obiectivă, aspectul cantitativ al informației, considerată complet independentă de emițător și receptor, ca o reflectare naturală a structurii și ordonării lumii reale. La el, informația este un termen matematic, abstract, ce desemnează o mărime ce poate fi măsurată și tratată matematic la fel ca masa, energia sau altă mărime fizică. Termenul este legat de ideea intuitivă de previzibilitate și de alegere. 

În această teorie, aspectul semantic al comunicației este irelevant, nu contează sensul mesajului, ci faptul că acesta a fost selectat dintr-un set de mesaje posibile. Ceea ce este important de evaluat este cantitatea de informație emisă și recepționată.
Inițial, termenul a fost definit în teoria informației, ca fiind o mărime ce exprimă incertitudinea înlăturată prin realizarea unui eveniment dint-un set de evenimente posibile. Această definiție este utilizată și în prezent în teoria statistică a comunicației, pentru a exprima incertitudinea înlăturată la apariția unui set de simboluri definind o stare, din mai multe posibile, a unui element dintr-o rețea de comunicație. 
Ulterior, semnificația termenului s-a extins la cunoaștere în general adică la apariția - fie pentru om fie pentru un sistem de calcul - a fiecărui element nou, necunoscut anterior asupra realității înconjurătoare, cuprins în semnificația unui simbol sau unui grup de simboluri (text scris, mesaj vorbit, imagini plastice, portativ muzical, indicație a unui instrument etc.).
Unitatea de măsură elementară a cantității de informație este 1 bit. O grupare de 8 bit formează un octet (sau 1 bait, nume care provine de la cuvântul engl. byte). Un calculator personal actual poate cuprinde în memoria sa rapidă de lucru cantități de informație de ordinul câtorva zeci de gigabaiți (miliarde de baiți).

### Informația genetică
Prin informație genetică se înțelege informația codificată în materialul genetic cu care este înzestrat orice organism viu, (unicelular sau pluricelular) de pe planeta noastră. Totalitatea informației genetice dintr-un organism se numește genotip. 
Informația genetică este stocată în structura macromoleculară complexă a acidului dezoxiribonucleic (ADN), care este prezent atât în nucleul fiecărei celule (ADN nuclear care are rolul principal în stocarea informației genetice) dar și în afara acestuia (ADN extranuclear). 

Întreaga cantitate de material genetic dintr-un organism se numește genom. Există un genom nuclear și un genom celular. Genomul nuclear este reprezentat de una (la procariote) sau mai multe (la eucariote) macromolecule de ADN bicatenar denumite cromozomi. Numărul acestora este o caracteristică de specie, fiind același pentru toți indivizii unei specii și pentru toate celulele somatice ale unui organism.
ADN-ul reprezintă moștenirea biologică a unui organism și controlează dezvoltarea, reproducerea și auto-repararea acestuia. Pentru realizarea acestor procese este necesară transmiterea informației genetice ce se realizează prin copierea ADN-lui în proteine și alte produse. Copierea se face în două etape, transcripție și translație (la eucariote există o etapă intermediară de eliminare a intronilor):
- transcripția constă în preluarea informației genetice a unor porțiuni din ADN de către o moleculă a așa numitului ARN mesager - ARNm;
- translația constă în traducerea pe baza unui cod, numit cod genetic, a secvenței de baze azotate (ce reprezintă informația genetică preluată prin transcripție) într-o secvență de aminoacizi ( molecula de ARNm este „citită” de către niște organite celulare numite ribozomi, alcătuite din ARN ribozomal – ARNr - și alte biomolecule, și, pe baza informației conținute, este sintetizată din aminoacizi individuali catene polipeptidice ce includ și proteinele);

Codul genetic este universal, fiind același pentru toate organismele vii, în sensul că el face ca fiecărei secvențe de trei baze azotate (denumite codon) să-i corespundă un anumit aminoacid. Ultimele cercetări au pus totuși în evidență câteva excepții de la universalitatea codului genetic. 
Pe macromolecula de ADN, care conține un număr extrem de mare de nucleotide, există între câteva mii și câteva sute de mii de secvențe polinucleotidice, numite segmente, care codifică sinteza unor proteine sau a altor biomolecule. Aceste segmente (ce sunt subdiviziuni ale cromozomilor) se numesc gene structurale. În afară de acestea mai există și alte tipuri de gene (gene operatoare, gene reglatoare, promotor) cu rol de reglare a activității genelor structurale (reglaj genetic). 
Absența unui mecanism care să poată inversa direcția acestui proces de la proteine către ADN stă la baza faptului că experiența pe care un organism o câștigă în timpul vieții nu poate fi moștenită de ființele biologice.
Alterările apărute în transmiterea informației genetice între generații duc la mutații genetice și acestea la selecția naturală. 
Ansamblul însușirilor morfologice, fiziologice și biochimice ale unui individ, rezultate din interacțiunea genotipului cu mediul se numește fenotip. Diferitele caractere individuale sunt rezultatul interacțiunii informației genetice din moleculele de ADN nuclear și extranuclear cu condițiile de mediu. Cercetările recente au scos în evidență faptul că aceste interacțiuni nu sunt suficiente pentru a explica toate caracterele individuale, deci mai trebuie să existe undeva un stoc de informație. Unii cercetători încearcă să identifice noi structuri informaționale biomoleculare, în timp ce alții sunt de părere că această informație ar putea avea un suport de o altă natură (de natură spirituală). Deocamdată nici una din aceste versiuni nu a fost demonstrată, dar cercetările continuă.

### Informația – factor ontologic
Sunt destui oameni de știință care dau informației o accepțiune fizică, admițând că informația, alături de materie și energie este una din componentele originale a Universului, și, ca și acestea, ea are a realitate fizică a sa.
În 1990, biologul și fizicianul Tom Stonier, susținea ideea că informația este „o expresie a organizării energiei și materiei în evoluția Universului. Oamenii sunt expresia evoluției naturale a organizării materiei, energiei și informației.” Există o creștere exponențială, în spirală a informației: „complexitatea utilizează complexitatea anterioară pentru a se înălța din nou până la cel mai înalt nivel de complexitate, construind astfel informația până la infinit”. (1990 - Information And The Internal Structure Of The Universe). 
Mai târziu, în 1997, Stonier susține că: „… descrierea oricărui sistem fizic cuprinde nu doar parametrii care definesc cantitatea de materie și de energie, ci și cantitatea de informație, iar orice schimbare într-un sistem trebuie să țină seama nu numai de schimbările în energie sau masă, ci și de schimbările în informația conținută de sistem.” Mai mult, spune Stonier, „dacă informația este o componentă intrinsecă a tuturor sistemelor fizice, atunci toate legile fizicii trebuie reevaluate” (1997 - Information and Meaning: An Evolutionary Perspective).
În 1996, academicianul Mihai Drăgănescu face o descriere originală a structurii unui Univers complet (rațional și irațional). Descrierea, nefiind decât un ansamblu de ipoteze coerente, nu se bazează pe rezultate obiective ale astrofizicii, dar se remarcă prin faptul că este coerentă cu știința modernă și permite explicarea a numeroase contradicții cu care se confruntă filozofia științei (1996 - L'Universalité ontologique de l'information ).

### Informația - resursă economică și serviciu de primă necesitate
În ultimele decenii ale sec. XX, creșterea gradului de informatizare a proceselor industriale precum și a creșterii gradului de folosire a informațiilor în rezolvarea problemelor umane a făcut ca informația să fie considerată ca o resursă economică, întrucâtva egală cu alte resurse cum ar fi munca, materia primă și capitalul. Această perspectivă scoate în evidență faptul că posesia, manipularea și folosirea informației poate îmbunătăți raportul cost-eficiență în multe procese fizice sau cognitive. Ca resursă individuală și socială, informația are câteva caracteristici ce o deosebesc de noțiunea tradițională de resursă economică. Spre deosebire de alte resurse economice, informația este practic nelimitată, având limite aparente impuse doar de timp și de capabilitatea cognitivă umană. Această caracteristică provine din faptul că informația, ca resursă economică difuzează natural (se poate propaga singură), rata de reproducere a informației este mai mare decât rata de consum și, informația nu suferă schimbări în cadrul tranzacțiilor (poate fi numai partajată, folosită în comun). În același timp, informația este compresibilă, atât sintactic cât și semantic. Calitatea ei de a se substitui altor resurse economice, transportabilitatea cu o viteză foarte mare, și abilitatea ei de a da un avantaj celui ce o deține, stau la baza remodelării unor industrii sociale (cum ar fi cercetarea, educația, activitatea editorială, comerțul) și chiar a politicii. Preocuparea socială privind administrarea resurselor informaționale s-a extins în domeniul tradițional al bibliotecilor și al arhivelor și, a cuprins și informația organizatorică, instituțională și guvernamentală în ceea ce a căpătat numele de managementul resurselor informaționale.
A doua percepție a informației (ce datează din aceeași perioadă), este aceea de serviciu de primă necesitate, care a determinat dezvoltarea în întreaga lume a unui nou segment a economiilor naționale: sectorul de servicii informatice. Beneficiind de avantajele proprietăților informației și construind o percepție a utilității și valorii sale individuale și sociale, acest sector furnizează o largă gamă de produse și servicii informatice.